# Слобода-Носковецька
Слобода-Носковецька — село в Україні, у Жмеринській міській громаді Жмеринського району Вінницької області.

## Географія
У селі річка Безіменна впадає у Мурафу, ліву притоку Дністра.

## Історія
12 червня 2020 року, відповідно до Розпорядження Кабінету Міністрів України від  № 707-р «Про визначення адміністративних центрів та затвердження територій територіальних громад Вінницької області», увійшло до складу Жмеринської міської громади.
19 липня 2020 року, в результаті адміністративно-територіальної реформи та ліквідації Жмеринського району, село увійшло до складу новоутвореного Жмеринського району.

## Населення

### Мова
Розподіл населення за рідною мовою за даними перепису 2001 року:
| Мова       | Кількість | Відсоток |
| ---------- | --------- | -------- |
| українська | 199       | 99%      |
| російська  | 2         | 1%       |
| Усього     | 201       | 100%     |

## Відомі люди
- Гудима Андрій Дмитрович — уродженець села — український поет, кандидат сільськогосподарських наук, доцент Білоцерківського державного аграрного університету, член Національної спілки письменників України.
- Шпак Василь Пилипович — уродженець села — український живописець. Член Національної спілки художників України з 1994 р.